# Fèlix Bota i Gibert
Fèlix Bota i Gibert (Blanes, 31 de gener de 1955) és un polític català, alcalde de Blanes i diputat al Parlament de Catalunya en la IV Legislatura.
Treballà en el sector de l'hoteleria, de 1983 a 1987 fou president de l'Associació d'Hostaleria de Blanes i de 1984 a 1987 vocal de la Federació Provincial d'Hostaleria de Girona.
S'afilià a Convergència Democràtica de Catalunya (CDC) en 1987. En els anys 1980 ha estat membre de la Comissió de Govern de la Diputació de Girona. Fou escollit alcalde de Blanes a les eleccions municipals de 1987 i ho fou novament de 1995 a 1998. De 1988 a 1991 ha estat vicepresident primer del Consell Comarcal de la Selva i president de la comissió d'economia i hisenda de la Diputació de Girona.
També fou elegit diputat a les eleccions al Parlament de Catalunya de 1992. Ha estat president d'Aigües de Blanes SA i director de campanya de Josep Trias i Figueras, alcalde de Blanes de 2007 a 2011.